# Dennis Persson
Dennis Persson, född 2 juni 1988 i Nyköping, är en svensk ishockeyspelare. Han spelar nu i Modo Hockey i SHL. Den 13 juni 2012 skrev han på ett tvåårs-kontrakt med Brynäs IF. Persson valdes av Buffalo Sabres som 24:e spelare totalt i 2006 års NHL-draft.

## Klubbar
- Nyköpings Hockey, Moderklubb, 2006-2007, 2007-2008
- Västerås Hockey, 2004-2006
- Djurgården Hockey, 2006-2007, 2007-2008
- Almtuna IS, 2006-2007
- Timrå IK, 2008-2009
- Portland Pirates, 2009-2011
- Rochester Americans, 2011-2012
- Brynäs IF, 2012-2014
- Modo Hockey, 2014-